# نظام المفتاح الرئيسي
نظام المفتاح الرئيسي ماستر كي سيستم (بالإنجليزية: Master Key System) هو كتاب تطوير شخصي من تأليف تشارلز إف هانيل (1866-1949) نُشر في الأصل كدورة مراسلة لمدة 24 أسبوعًا في عام 1912، ثم في شكل كتاب في عام 1916. تصف فكرة الكتاب وتشرح في الغالب فلسفة الفكر الجديد. وكان أحد المصادر الرئيسية للإلهام لفيلم وكتاب روندا بيرن السر، بالإنجليزية: The Secret 2006

## الوصف العام
يصف الكتاب العديد من معتقدات الفكر الجديد مثل قانون الجذب والتصور الإبداعي ووحدة الإنسان مع الله، ويعلم أهمية الحقيقة والتفكير المتناغم والقدرة على التركيز. يحتوي كل فصل من الفصول الـ 24 على مقدمة، يليه قسم مرقم تسلسليًا يتضمن تمرينًا في النهاية، يليه قسم للأسئلة والأجوبة. يوجد في بداية الكتاب مخطط نفسي يشجع القراء على إكماله، وتوفير التقييم الذاتي لقوتهم الإبداعية، وكفاءة الوقت، والصحة، والقدرة العقلية والقدرة على التركيز. وينتهي الكتاب بمسرد وقسم للأسئلة والأجوبة العامة. يتضمن كل فصل اقتباسًا من أشخاص مثل جوناثان إدواردز، وليليان وايتينغ، وآموس برونسون ألكوت.

## التمارين
ينتهي كل فصل بتمرين يشجع القارئ على القيام به كل يوم لمدة 4-7 أيام متتالية. يتطلب من القارئ في التمارين التأمل وهو أن يجلس أولاً بأريحية على كرسي.
وفيما يلي تسلسل التمارين في كل فصل:
1- الجلوس بلا حراك.
2- تثبيط كل الأفكار جنبًا إلى جنب مع التمرين السابق.
3- التخلص من التوتر الجسدي مع التمرين السابق.
4- ترك جميع المشاعر السلبية مجتمعة مع التمارين السابقة.
5- تصور مكان لطيف.
6- تذكر التفاصيل من صورة لشخص ما.
7- تصور تعابير الوجه الإيجابية على وجه صديق.
8- تصور كل شيء يؤدي إلى بناء سفينة حربية.
9- تصور زهرة تنمو من البذور.
10- تصور بعض الأشكال الهندسية.
11- التركيز على اقتباس من الكتاب المقدس؛ مرقس 11:24.
12- التفكير في وحدتك مع القدرة المطلقة.
13- التفكير في أن تكون جزءًا من الكل.
14- التركيز على التناغم.
15- التفكير في حقيقة أن المعرفة تحتاج إلى التطبيق لتكون مفيدة.
16-التفكير في أن السعادة والانسجام هما حالة من الوعي.
17- التركيز على ما ترغب به.
18- التركيز على قوتك في التكوين، أنشئ أساسًا منطقيًا لإيمانك.
19- التركيز الكلي على ما تريد.
20- التركيز على «فيه نعيش ونتحرك ولدينا كياننا».
21- التركيز على الحقيقة.
22- التركيز على اقتباس تينيسون: «تحدث إليه، أنت، لأنه يسمع، ويمكن للروح بالروح أن تلتقي، إنه أقرب من التنفس، وأقرب من اليدين والقدمين».
23- التفكير في حقيقة أن الإنسان هو روح بجسد.
24- إدراك أن هذا عالم رائع.

## المحاور
تأتي الأفكار وراء الكتاب أساسًا من فلسفة الفكر الجديد، ولكن هناك تأثيرات من مصادر أخرى مثل تعاليم الهندوسية والماسونية والصليبية، والثيوصوفية، والكتاب المقدس.

## التأثير
ألهم نظام المفتاح الرئيسي إلى جانب أهمية أن تصبح غنياً (بالإنجليزية:The Science of Getting Rich) من تأليف والاس دي واتلز، الكثير من محتوى فيلم روندا بيرن السر 2006، والذي تبعه لاحقًا كتاب يحمل الاسم نفسه.
ويزعم على موقع هانيل دوت كوم (بالإنجليزية: haanel.com) أن تشارلز هانيل تلقى رسالة في عام 1919 من نابليون هيل، الذي ذهب في وقت لاحق إلى كتابة واحد من أكثر الكتب مبيعًا في كل العصور، فكر وكن غنيًا، قائلاً إن نجاحه يرجع إلى المبادئ المنصوص عليها في نظام المفتاح الرئيسي.
وصف تيري كروز كتابه «نظام المفتاح الرئيسي» بأنه كتابه المفضل بين مئات كتب التطوير الشخصي، قائلاً إنه أظهر له «كيفية التصور والتأمل والتركيز على ما أريده حقًا» وأنه يعيد قراءته «ربما مرة في الشهر للحفاظ على رؤيتي واضحة».

## التباينات
هناك العديد من طبعات الكتاب. لا تتضمن الطبعات الحديثة في الغالب مقدمة من ثلاثة أجزاء، أو المخطط النفسي، أو قسم الأسئلة والأجوبة في نهاية الكتاب، أو مسرد المصطلحات. تشمل بعض الطبعات الحديثة أيضا 4 فصول إضافية والتي تأتي من الفصول 11-14 من كتاب آخر كتبه هانيل بعنوان كتاب عنك (بالإنجليزية: A book about you). طبعت في عام 1933 شركة ماستر كي للنشر طبعة الإمبراطورية البريطانية الأولى تحت اسم المفتاح الرئيسي دون ذكر كلمة نظام.

## الاقتباسات
يحتوي الكتاب على العديد من الاقتباسات. يطبع بعضها في نهاية الفصول في حين أن البعض الآخر يظهر في النص الرئيسي. تُظهر هذه اللائحة كل المقتبس منهم في طبعة 1919، توجد المقتبسات في فصل أو جزء من الكتاب. وترتب بعض الطبعات الاقتباسات بترتيب مختلف قليلًا والبعض الآخر يتضمن اقتباسات لا تظهر في طبعة 1919؛ على سبيل المثال، يقتبس كثيرون من بنجامين دزرائيلي في نهاية الفصل 23.
سينيكا، مقدمة
جيمس جيه هيل، مقدمة
إلبرت غاري، مقدمة
والتر كولتون، 1.
الأستاذ ديفيدسون، 2.
جيمس ألين، 2، 7.
برينتس مولفورد، 2، 16
توماس تروارد، 3.
رالف والدو إيمرسون، 3، 5، 10، 17، و19.
ووكر، 3
هربرت سبنسر، 4.
ليمان أبوت، 4.
هيلين ويلمان، 4.
كريستيان لارسون، 6.
ويليام شكسبير، 6.
نيكولا تيسلا، 7.
جورج ماثيو آدامز، 8، 14.
كاليداسا، 8.
فريدريك أندروز، 9.
جيمس ماكوش، 9.
ألكوت، 9.
هنري دروموند، 10.
توماس هكسلي، 10.
جون تيندال، 10.
ليليان وايتنج، 10.
فلويد بيكر ويلسون، 12.
هيربرت كوفمان، 13.
بنجامين فرانكلين، 13
تشارلز ماكاي، 13.
جاك لوب، 15 سنة
هوراشيو بونار، 15.
هنري فلاغلر، 16
اتش دبليو بيتشر، 16
ويليام دنكرلي، 16
كريستيان بوفيه، 17
جون أمبروز فليمنغ، 18.
ج. أ. سالا، 18.
ماركوس أنطونيوس، 18.
الجنوب، 19
يوهان لافاتر، 20.
يوهان غوته، 20.
أوريسون سويت ماردن، 21.
فرانك هادوك، 21.
ألفريد تي شوفيلد، 22.
ألفريد تينيسون، 22.
ألكسندر بوب، 22.
وليام تشانينغ، 22.
وليام ووكر أتكينسون، 23.
فرانسيس لارمر وارنر، 23.
صموئيل سمايلز، 24.
إسحاق فنك. مسرد المصطلحات
ألكسندر وينشل. مسرد المصطلحات
جيه سي روبرتسون. مسرد المصطلحات
وليام إنج. أسئلة وأجوبة عامة.
جوناثان إدواردز. أسئلة وأجوبة عامة.
جوزيف جوبيرت. في صفحة «السير ببطء»، طبعت 12 مرة في الكتاب.
يقتبس الكتاب المقدس بالإضافة إلى هذه الاقتباسات، 23 مرة.